# Indywidualne mistrzostwa świata na żużlu
Indywidualne mistrzostwa świata na żużlu – coroczna seria turniejów, wyłaniająca najlepszych z grona żużlowców. Prowadzone są przez Międzynarodową Federację Motocyklową od 1936 roku. Turnieje finałowe poprzedzone są zazwyczaj skomplikowanym systemem eliminacji krajowych i międzynarodowych. Do 1994 roku mistrza wyłaniano podczas finału jednodniowego, od 1995 roku najlepsi zawodnicy uczestniczą w cyklu turniejów Grand Prix – mistrzem zostaje zwycięzca klasyfikacji generalnej cyklu.

## Wstęp
Sport żużlowy zaczęto uprawiać na początku XX wieku w Stanach Zjednoczonych. Pierwsze zawody na torach miękkich organizowano w tym kraju i Kanadzie od 1909 roku. Pierwsze nowoczesne zawody w zorganizowanej formie rozegrano 15 grudnia 1923 roku w australijskim West Maitland. W 1928 roku do Anglii przybyła grupa australijskich żużlowców, którzy w lutym tego roku na torze King Oak leżącym w lesie Epping Forest w pobliżu miejscowości Epping zorganizowali pierwsze żużlowe zawody w Europie. W 1929 roku w Anglii powstała pierwsza na świecie regularna liga żużlowa, British Elite League.
W tym samym roku brytyjskie czasopismo The Star zorganizowało zawody o nazwie Star Rider's Championship, pełniące rolę nieoficjalnych mistrzostw świata. W pierwszej edycji, z powodu dysproporcji między poziomem zawodników, podzielono ich na dwie grupy – brytyjską i australijsko-amerykańską. Zwycięzcą pierwszej z tych grup został Roger Frogley, a drugiej Australijczyk Frank Arthur. Rok później organizatorzy zdecydowali się połączyć obie grupy w jedną. W 1931 roku zmieniono formułę zawodów, w myśl której o zwycięstwo w zawodach w dwudziestu biegach rywalizować miało szesnastu zawodników. Ostatnią edycję tych zawodów rozegrano w 1935 roku.
W 1936 roku na stadionie Wembley w Londynie wyłoniono pierwszych medalistów indywidualnych mistrzostw świata na żużlu. W eliminacjach tych zawodów wystartowali reprezentanci 11 państw. Ostatecznie, rozegrany 10 września, turniej finałowy wygrał Australijczyk Bluey Wilkinson. Pierwszym indywidualnym mistrzem świata został jednak jego rodak Lionel Van Praag, gdyż w klasyfikacji końcowej liczyły się również wyniki z eliminacji, w których Van Praag zdobył 12 punktów. Srebrnym medalistą został Brytyjczyk Eric Langton, a brązowym Wilkinson.
Zawody od tego momentu odbywają się corocznie, z wyjątkiem lat 1939–1948, gdy, z powodu II wojny światowej i jej następstw, indywidualnych mistrzostw świata nie organizowano. Początkowo kontrolę nad zawodami sprawował Angielski Związek Motocyklowy, który ustalał regulaminy rozgrywek. W wyniku tego do 1960 roku włącznie wszystkie finały odbywały się na londyńskim stadionie Wembley. W 1956 roku, z inicjatywy Polski, Norwegii i Szwecji, w Międzynarodowej Federacji Motocyklowej powołano specjalną Podkomisję Wyścigów Torowych, która przejęła kontrolę nad organizacją zawodów.
W latach 1936–1994, z wyjątkiem roku 1987, gdy turniej finałowy trwał 2 dni, medalistów indywidualnych mistrzostw świata wyłaniał jednodniowy turniej finałowy. W 1995 roku Międzynarodowa Federacja Motocyklowa zmieniła zasady wyłaniania najlepszych zawodników na świecie i, w miejsce jednodniowego turnieju finałowego, wprowadziła cykl Grand Prix. W pierwszej edycji tych zawodów rozegrano 6 rund, a mistrzem świata został Duńczyk Hans Nielsen. Od tego czasu liczba rund w jednym sezonie zwiększyła się, w 2024 roku było to 11 zawodów.
Czterokrotnie zdarzyło się, że całe podium mistrzostw zajmowali reprezentanci tego samego kraju. Pierwszy raz taka sytuacja miała miejsce w 1937 roku, kiedy wszystkie medale zdobyli reprezentanci Stanów Zjednoczonych. Drugi raz do takiej sytuacji doszło w 1949 roku, gdy całe podium zajęli zawodnicy z Wielkiej Brytanii. Kolejny tego typu przypadek miał miejsce w 1961 roku, kiedy to wszystkie krążki zdobyli zawodnicy reprezentujący Szwecję. Po raz czwarty i ostatni w historii taka sytuacja miała miejsce w 1988 roku, gdy trzej najlepsi zawodnicy na świecie reprezentowali Danię. Od momentu wprowadzenia cyklu Grand Prix nie zdarzyło się jeszcze ani razu, aby wszyscy trzej medaliści całego cyklu reprezentowali ten sam kraj.

## Medaliści indywidualnych mistrzostw świata na żużlu
| 6 rund                                                    |
| --------------------------------------------------------- |
| Wrocław Wiener Neustadt Abensberg Linköping Vojens Londyn |

| 6 rund                                         |
| ---------------------------------------------- |
| Wrocław Lonigo Pocking Linköping Londyn Vojens |

| 6 rund                                           |
| ------------------------------------------------ |
| Praga Linköping Landshut Bradford Wrocław Vojens |

| 6 rund                                            |
| ------------------------------------------------- |
| Praga Pocking Vojens Coventry Linköping Bydgoszcz |

| 6 rund                                            |
| ------------------------------------------------- |
| Praga Linköping Wrocław Coventry Bydgoszcz Vojens |

| 6 rund                                            |
| ------------------------------------------------- |
| Praga Linköping Wrocław Coventry Vojens Bydgoszcz |

| 6 rund                                          |
| ----------------------------------------------- |
| Berlin Cardiff Vojens Praga Bydgoszcz Sztokholm |

| 10 rund                                                                      |
| ---------------------------------------------------------------------------- |
| Hamar Bydgoszcz Cardiff Krško Sztokholm Praga Göteborg Chorzów Vojens Sydney |

| 9 rund                                                                |
| --------------------------------------------------------------------- |
| Chorzów Avesta Cardiff Kopenhaga Krško Göteborg Praga Bydgoszcz Hamar |

| 9 rund                                                                   |
| ------------------------------------------------------------------------ |
| Sztokholm Praga Wrocław Cardiff Kopenhaga Göteborg Krško Bydgoszcz Hamar |

| 9 rund                                                                    |
| ------------------------------------------------------------------------- |
| Wrocław Eskilstuna Krško Cardiff Kopenhaga Praga Målilla Bydgoszcz Lonigo |

| 10 rund                                                                            |
| ---------------------------------------------------------------------------------- |
| Krško Wrocław Eskilstuna Cardiff Kopenhaga Lonigo Målilla Praga Dyneburg Bydgoszcz |

| 11 rund                                                                                          |
| ------------------------------------------------------------------------------------------------ |
| Lonigo Wrocław Eskilstuna Kopenhaga Cardiff Praga Målilla Dyneburg Bydgoszcz Krško Gelsenkirchen |

| 11 rund                                                                                   |
| ----------------------------------------------------------------------------------------- |
| Krško Leszno Göteborg Kopenhaga Cardiff Praga Målilla Dyneburg Bydgoszcz Lonigo Bydgoszcz |

| 11 rund                                                                                   |
| ----------------------------------------------------------------------------------------- |
| Praga Leszno Göteborg Kopenhaga Cardiff Dyneburg Målilla Vojens Krško Terenzano Bydgoszcz |

| 11 rund                                                                                  |
| ---------------------------------------------------------------------------------------- |
| Leszno Göteborg Praga Kopenhaga Toruń Cardiff Målilla Goričan Vojens Terenzano Bydgoszcz |

| 11 rund                                                                                     |
| ------------------------------------------------------------------------------------------- |
| Leszno Göteborg Praga Kopenhaga Cardiff Terenzano Målilla Toruń Vojens Goričan Gorzów Wlkp. |

| 12 rund                                                                                              |
| --- |
| Auckland Leszno Praga Göteborg Kopenhaga Gorzów Wlkp. Goričan Terenzano Cardiff Målilla Vojens Toruń |

| 12 rund                                                                                                   |
| --- |
| Auckland Bydgoszcz Göteborg Praga Cardiff Gorzów Wlkp. Kopenhaga Terenzano Dyneburg Krško Sztokholm Toruń |

| 12 rund                                                                                                 |
| --- |
| Auckland Bydgoszcz Tampere Praga Målilla Kopenhaga Cardiff Dyneburg Gorzów Wlkp. Vojens Sztokholm Toruń |

| 12 rund                                                                                              |
| --- |
| Warszawa Tampere Praga Cardiff Dyneburg Målilla Horsens Gorzów Wlkp. Krško Sztokholm Toruń Melbourne |

| 11 rund                                                                                     |
| ------------------------------------------------------------------------------------------- |
| Krško Warszawa Horsens Praga Cardiff Målilla Gorzów Wlkp. Teterow Sztokholm Toruń Melbourne |

| 12 rund                                                                                              |
| --- |
| Krško Warszawa Dyneburg Praga Horsens Cardiff Målilla Gorzów Wlkp. Teterow Sztokholm Toruń Melbourne |

| 10 rund                                                                            |
| ---------------------------------------------------------------------------------- |
| Warszawa Praga Horsens Hallstavik Cardiff Målilla Gorzów Wlkp. Krško Teterow Toruń |

| 10 rund                                                                      |
| ---------------------------------------------------------------------------- |
| Warszawa Krško Praga Hallstavik Wrocław Målilla Teterow Vojens Cardiff Toruń |

| 8 rund                           |
| -------------------------------- |
| Wrocław Gorzów Wlkp. Praga Toruń |

| 11 rund                                             |
| --------------------------------------------------- |
| Praga Wrocław Lublin Målilla Togliatti Vojens Toruń |

| 10 rund                                                                          |
| -------------------------------------------------------------------------------- |
| Goričan Warszawa Praga Teterow Gorzów Wlkp. Cardiff Wrocław Vojens Målilla Toruń |

| 10 rund                                                                       |
| ----------------------------------------------------------------------------- |
| Goričan Warszawa Praga Teterow Gorzów Wlkp. Målilla Ryga Cardiff Vojens Toruń |

| 11 rund                                                                                |
| -------------------------------------------------------------------------------------- |
| Goričan Warszawa Landshut Praga Målilla Gorzów Wlkp. Cardiff Wrocław Ryga Vojens Toruń |

| 10 rund                                                                     |
| --------------------------------------------------------------------------- |
| Landshut Warszawa Praga Manchester Gorzów Wlkp. Målilla Ryga Wrocław Vojens |

## Klasyfikacja medalowa

### Według zawodników
Stan po sezonie 2024
Poniższa tabela zawiera zestawienie zawodników, którzy zdobyli przynajmniej jeden medal indywidualnych mistrzostw świata na żużlu.
W ciągu 79. edycji indywidualnych mistrzostw świata na żużlu tytuł mistrza świata zdobyło łącznie 37 zawodników z 9 krajów. Łącznie najwięcej medali (12) zdobył Duńczyk Hans Nielsen. Najwięcej tytułów mistrzowskich (6) w historii zdobyli Szwed Tony Rickardsson i Nowozelandczyk Ivan Mauger. Najwięcej srebrnych medali (6) zdobył Nielsen, a najwięcej brązowych (4) Polak Tomasz Gollob. W sumie medale zdobywało 94 żużlowców.
| Lp. | Zawodnik               | Państwo           | Lata      | Złoto | Srebro | Brąz | Razem |
| --- | ---------------------- | ----------------- | --------- | ----- | ------ | ---- | ----- |
| 1.  | Tony Rickardsson       | Szwecja           | 1991–2005 | 6     | 3      | 2    | 11    |
| 2.  | Ivan Mauger            | Nowa Zelandia     | 1967–1979 | 6     | 3      | 1    | 10    |
| 3.  | Ove Fundin             | Szwecja           | 1956–1967 | 5     | 3      | 3    | 11    |
| 4.  | Bartosz Zmarzlik *     | Polska            | 2016–2024 | 5     | 2      | 1    | 8     |
| 5.  | Hans Nielsen           | Dania             | 1984–1999 | 4     | 6      | 2    | 12    |
| 6.  | Barry Briggs           | Nowa Zelandia     | 1955–1969 | 4     | 3      | 3    | 10    |
| 7.  | Greg Hancock           | Stany Zjednoczone | 1996–2016 | 4     | 2      | 3    | 9     |
| 8.  | Jason Crump            | Australia         | 2001–2010 | 3     | 5      | 2    | 10    |
| 9.  | Tai Woffinden          | Wielka Brytania   | 2013–2020 | 3     | 2      | 1    | 6     |
| 10. | Nicki Pedersen         | Dania             | 2003–2015 | 3     | 1      | 3    | 7     |
| 11. | Ole Olsen              | Dania             | 1971–1981 | 3     | 1      | 2    | 6     |
| 12. | Erik Gundersen         | Dania             | 1984–1988 | 3     | 1      | –    | 4     |
| 13. | Ronnie Moore           | Nowa Zelandia     | 1954–1960 | 2     | 3      | –    | 5     |
| 14. | Freddie Williams       | Wielka Brytania   | 1950–1953 | 2     | 1      | –    | 3     |
| 15. | Peter Craven           | Wielka Brytania   | 1955–1962 | 2     | –      | 2    | 4     |
| 16. | Jack Young             | Australia         | 1951–1952 | 2     | –      | –    | 2     |
| 16. | Bruce Penhall          | Stany Zjednoczone | 1981–1982 | 2     | –      | –    | 2     |
| 18. | Tomasz Gollob          | Polska            | 1997–2010 | 1     | 2      | 4    | 7     |
| 19. | Björn Knutsson         | Szwecja           | 1961–1965 | 1     | 2      | –    | 3     |
| 19. | Billy Hamill           | Stany Zjednoczone | 1996–2000 | 1     | 2      | –    | 3     |
| 21. | Jan Osvald Pedersen    | Dania             | 1986–1991 | 1     | 1      | 1    | 3     |
| 22. | Jack Milne             | Stany Zjednoczone | 1937–1938 | 1     | 1      | –    | 2     |
| 22. | Anders Michanek        | Szwecja           | 1974–1975 | 1     | 1      | –    | 2     |
| 22. | Peter Collins          | Wielka Brytania   | 1976–1977 | 1     | 1      | –    | 2     |
| 22. | Per Jonsson            | Szwecja           | 1990–1992 | 1     | 1      | –    | 2     |
| 26. | Sam Ermolenko          | Stany Zjednoczone | 1985–1995 | 1     | –      | 3    | 4     |
| 27. | Michael Lee            | Wielka Brytania   | 1979–1983 | 1     | –      | 2    | 3     |
| 28. | Bluey Wilkinson        | Australia         | 1936–1938 | 1     | –      | 1    | 2     |
| 29. | Lionel Van Praag       | Australia         | 1936      | 1     | –      | –    | 1     |
| 29. | Tommy Price            | Wielka Brytania   | 1949      | 1     | –      | –    | 1     |
| 29. | Jerzy Szczakiel        | Polska            | 1973      | 1     | –      | –    | 1     |
| 29. | Egon Müller            | RFN               | 1983      | 1     | –      | –    | 1     |
| 29. | Gary Havelock          | Wielka Brytania   | 1992      | 1     | –      | –    | 1     |
| 29. | Mark Loram             | Wielka Brytania   | 2000      | 1     | –      | –    | 1     |
| 29. | Chris Holder           | Australia         | 2012      | 1     | –      | –    | 1     |
| 29. | Jason Doyle *          | Australia         | 2017      | 1     | –      | –    | 1     |
| 29. | Artiom Łaguta          | Rosja             | 2021      | 1     | –      | –    | 1     |
| 38. | Jarosław Hampel        | Polska            | 2010–2013 | –     | 2      | 1    | 3     |
| 39. | Split Waterman         | Wielka Brytania   | 1951–1953 | –     | 2      | –    | 2     |
| 39. | Igor Plechanow         | ZSRR              | 1964–1965 | –     | 2      | –    | 2     |
| 39. | Leon Madsen            | Dania             | 2019–2022 | –     | 2      | –    | 2     |
| 42. | Fredrik Lindgren *     | Szwecja           | 2018–2024 | –     | 1      | 3    | 4     |
| 43. | Wilbur Lamoreaux       | Stany Zjednoczone | 1937–1938 | –     | 1      | 1    | 2     |
| 43. | Bengt Jansson          | Szwecja           | 1967–1971 | –     | 1      | 1    | 2     |
| 43. | Zenon Plech            | Polska            | 1973–1979 | –     | 1      | 1    | 2     |
| 43. | Billy Sanders          | Australia         | 1980–1983 | –     | 1      | 1    | 2     |
| 43. | Leigh Adams            | Australia         | 2005–2007 | –     | 1      | 1    | 2     |
| 48. | Eric Langton           | Wielka Brytania   | 1936      | –     | 1      | –    | 1     |
| 48. | Jack Parker            | Wielka Brytania   | 1949      | –     | 1      | –    | 1     |
| 48. | Wally Green            | Wielka Brytania   | 1950      | –     | 1      | –    | 1     |
| 48. | Brian Crutcher         | Wielka Brytania   | 1954      | –     | 1      | –    | 1     |
| 48. | Sverre Harrfeldt       | Norwegia          | 1966      | –     | 1      | –    | 1     |
| 48. | Paweł Waloszek         | Polska            | 1970      | –     | 1      | –    | 1     |
| 48. | Bernt Persson          | Szwecja           | 1972      | –     | 1      | –    | 1     |
| 48. | Malcolm Simmons        | Wielka Brytania   | 1976      | –     | 1      | –    | 1     |
| 48. | Gordon Kennett         | Wielka Brytania   | 1978      | –     | 1      | –    | 1     |
| 48. | Dave Jessup            | Wielka Brytania   | 1980      | –     | 1      | –    | 1     |
| 48. | Les Collins            | Wielka Brytania   | 1982      | –     | 1      | –    | 1     |
| 48. | Simon Wigg             | Wielka Brytania   | 1989      | –     | 1      | –    | 1     |
| 48. | Jimmy Nilsen           | Szwecja           | 1998      | –     | 1      | –    | 1     |
| 48. | Andreas Jonsson        | Szwecja           | 2011      | –     | 1      | –    | 1     |
| 48. | Krzysztof Kasprzak     | Polska            | 2014      | –     | 1      | –    | 1     |
| 48. | Patryk Dudek           | Polska            | 2017      | –     | 1      | –    | 1     |
| 48. | Robert Lambert *       | Wielka Brytania   | 2024      | –     | 1      | –    | 1     |
| 65. | Emil Sajfutdinow       | Rosja             | 2009–2021 | –     | –      | 3    | 3     |
| 66. | Antoni Woryna          | Polska            | 1966–1970 | –     | –      | 2    | 2     |
| 66. | Sören Sjösten          | Szwecja           | 1969–1974 | –     | –      | 2    | 2     |
| 68. | Cordy Milne            | Stany Zjednoczone | 1937      | –     | –      | 1    | 1     |
| 68. | Louis Lawson           | Wielka Brytania   | 1949      | –     | –      | 1    | 1     |
| 68. | Graham Warren          | Australia         | 1950      | –     | –      | 1    | 1     |
| 68. | Jack Biggs             | Australia         | 1951      | –     | –      | 1    | 1     |
| 68. | Bob Oakley             | Wielka Brytania   | 1952      | –     | –      | 1    | 1     |
| 68. | Geoff Mardon           | Nowa Zelandia     | 1953      | –     | –      | 1    | 1     |
| 68. | Olle Nygren            | Szwecja           | 1954      | –     | –      | 1    | 1     |
| 68. | Arthur Forrest         | Wielka Brytania   | 1956      | –     | –      | 1    | 1     |
| 68. | Aub Lawson             | Australia         | 1958      | –     | –      | 1    | 1     |
| 68. | Göte Nordin            | Szwecja           | 1961      | –     | –      | 1    | 1     |
| 68. | Edward Jancarz         | Polska            | 1968      | –     | –      | 1    | 1     |
| 68. | John Louis             | Wielka Brytania   | 1975      | –     | –      | 1    | 1     |
| 68. | Phil Crump             | Australia         | 1976      | –     | –      | 1    | 1     |
| 68. | Scott Autrey           | Stany Zjednoczone | 1978      | –     | –      | 1    | 1     |
| 68. | Tommy Knudsen          | Dania             | 1981      | –     | –      | 1    | 1     |
| 68. | Dennis Sigalos         | Stany Zjednoczone | 1982      | –     | –      | 1    | 1     |
| 68. | Lance King             | Stany Zjednoczone | 1984      | –     | –      | 1    | 1     |
| 68. | Kelvin Tatum           | Wielka Brytania   | 1986      | –     | –      | 1    | 1     |
| 68. | Jeremy Doncaster       | Wielka Brytania   | 1989      | –     | –      | 1    | 1     |
| 68. | Todd Wiltshire         | Australia         | 1990      | –     | –      | 1    | 1     |
| 68. | Gert Handberg          | Dania             | 1992      | –     | –      | 1    | 1     |
| 68. | Chris Louis            | Wielka Brytania   | 1993      | –     | –      | 1    | 1     |
| 68. | Craig Boyce            | Australia         | 1994      | –     | –      | 1    | 1     |
| 68. | Ryan Sullivan          | Australia         | 2002      | –     | –      | 1    | 1     |
| 68. | Niels-Kristian Iversen | Dania             | 2013      | –     | –      | 1    | 1     |
| 68. | Maciej Janowski        | Polska            | 2022      | –     | –      | 1    | 1     |
| 68. | Martin Vaculík *       | Słowacja          | 2023      | –     | –      | 1    | 1     |

Pogrubioną czcionką – zostali zaznaczeni zawodnicy, którzy kontynuują karierę żużlową. Dodatkowo przy stałych uczestnikach cyklu Grand Prix w sezonie 2025 postawiono gwiazdkę (*).

### Według państw
Stan po sezonie 2024
W poniższej tabeli przedstawione zostały państwa, których reprezentanci zdobyli przynajmniej jeden medal indywidualnych mistrzostw świata na żużlu.
| Lp. | Państwo           | Złoto | Srebro | Brąz | Razem |
| --- | ----------------- | ----- | ------ | ---- | ----- |
| 1.  | Szwecja           | 14    | 15     | 13   | 42    |
| 2.  | Dania             | 14    | 12     | 11   | 37    |
| 3.  | Wielka Brytania   | 12    | 16     | 12   | 40    |
| 4.  | Nowa Zelandia     | 12    | 9      | 5    | 26    |
| 5.  | Australia         | 9     | 7      | 12   | 28    |
| 6.  | Stany Zjednoczone | 9     | 6      | 11   | 26    |
| 7.  | Polska            | 7     | 10     | 11   | 28    |
| 8.  | Rosja             | 1     | 2      | 3    | 6     |
| 9.  | RFN               | 1     | –      | –    | 1     |
| 10. | Norwegia          | –     | 1      | –    | 1     |
| 11. | Słowacja          | –     | –      | 1    | 1     |

## Rekordy

### Najmłodsi mistrzowie świata

#### Według wieku
| Lp. | Żużlowiec        | Tytuł | Wiek             | Sezon |
| --- | ---------------- | ----- | ---------------- | ----- |
| 1.  | Peter Craven     | 1.    | 21 lat, 86 dni   | 1955  |
| 2.  | Ronnie Moore     | 1.    | 21 lat, 192 dni  | 1954  |
| 3.  | Michael Lee      | 1.    | 21 lat, 269 dni  | 1980  |
| 4.  | Peter Collins    | 1.    | 22 lata, 165 dni | 1976  |
| 5.  | Barry Briggs     | 1.    | 22 lata, 265 dni | 1957  |
| 6.  | Tai Woffinden    | 1.    | 23 lata, 56 dni  | 2013  |
| 7.  | Ove Fundin       | 1.    | 23 lata, 122 dni | 1956  |
| 8.  | Barry Briggs     | 2.    | 23 lata, 264 dni | 1958  |
| 9.  | Gary Havelock    | 1.    | 23 lata, 299 dni | 1992  |
| 10. | Tony Rickardsson | 1.    | 24 lata, 3 dni   | 1994  |

#### Według tytułu
| Tytuł | Żużlowiec        | Wiek             | Sezon |
| ----- | ---------------- | ---------------- | ----- |
| 1.    | Peter Craven     | 21 lat, 86 dni   | 1955  |
| 2.    | Barry Briggs     | 23 lata, 264 dni | 1958  |
| 3.    | Bartosz Zmarzlik | 27 lat, 158 dni  | 2022  |
| 4.    | Bartosz Zmarzlik | 28 lat, 171 dni  | 2023  |
| 5.    | Bartosz Zmarzlik | 29 lat, 155 dni  | 2024  |
| 6.    | Tony Rickardsson | 35 lat, 10 dni   | 2005  |

### Najstarsi mistrzowie świata

#### Według wieku
| Lp. | Żużlowiec        | Tytuł | Wiek             | Sezon |
| --- | ---------------- | ----- | ---------------- | ----- |
| 1.  | Greg Hancock     | 4.    | 46 lat, 141 dni  | 2016  |
| 2.  | Greg Hancock     | 3.    | 44 lata, 130 dni | 2014  |
| 3.  | Greg Hancock     | 2.    | 41 lat, 113 dni  | 2011  |
| 4.  | Ivan Mauger      | 6.    | 39 lat, 333 dni  | 1979  |
| 5.  | Tomasz Gollob    | 1.    | 39 lat, 156 dni  | 2010  |
| 6.  | Ivan Mauger      | 5.    | 37 lat, 333 dni  | 1977  |
| 7.  | Tommy Price      | 1.    | 37 lat, 294 dni  | 1949  |
| 8.  | Hans Nielsen     | 4.    | 35 lat, 278 dni  | 1995  |
| 9.  | Tony Rickardsson | 6.    | 35 lat, 10 dni   | 2005  |
| 10. | Egon Müller      | 1.    | 34 lata, 282 dni | 1983  |

#### Według tytułu
| Tytuł | Żużlowiec     | Wiek             | Sezon |
| ----- | ------------- | ---------------- | ----- |
| 1.    | Tomasz Gollob | 39 lat, 156 dni  | 2010  |
| 2.    | Greg Hancock  | 41 lat, 113 dni  | 2011  |
| 3.    | Greg Hancock  | 44 lata, 130 dni | 2014  |
| 4.    | Greg Hancock  | 46 lat, 141 dni  | 2016  |
| 5.    | Ivan Mauger   | 37 lat, 333 dni  | 1977  |
| 6.    | Ivan Mauger   | 39 lat, 333 dni  | 1979  |

### Żużlowcy, którzy zdobywali mistrzostwa świata z rzędu
| Tytuły | Żużlowiec        | Sezony    |
| ------ | ---------------- | --------- |
| 3      | Ivan Mauger      | 1968–1970 |
| 3      | Bartosz Zmarzlik | 2022–2024 |
| 2      | Jack Young       | 1951–1952 |
| 2      | Barry Briggs     | 1957–1958 |
| 2      | Ove Fundin       | 1960–1961 |
| 2      | Bruce Penhall    | 1981–1982 |
| 2      | Erik Gundersen   | 1984–1985 |
| 2      | Hans Nielsen     | 1986–1987 |
| 2      | Tony Rickardsson | 1998–1999 |
| 2      | Tony Rickardsson | 2001–2002 |
| 2      | Nicki Pedersen   | 2007–2008 |
| 2      | Bartosz Zmarzlik | 2019–2020 |